# Kumabe Chikanaga

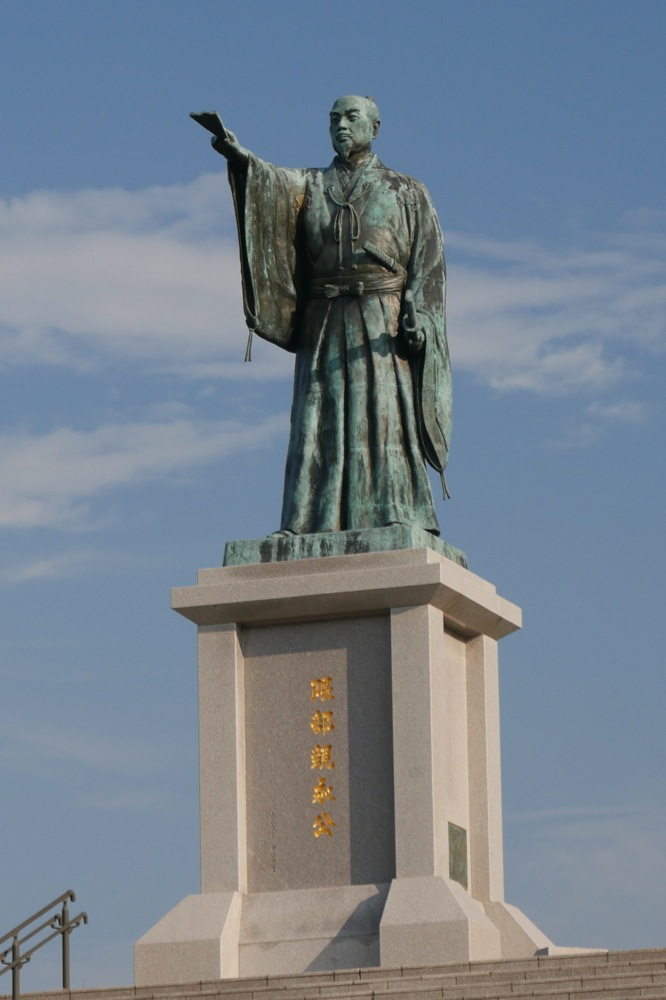
Kumabe Chikanaga.

Chikanaga Kumabe (隈部 親永?; 1516 – 20 giugno 1588) fu un servitore del clan Kikuchi, e signore del castello di Higo-Nagano, nella contea di Yamaga, nella provincia di Higo. Fu servitore di Yoshitake Kikuchi, appartenente al Daimyō del clan Otomo, fino al 1573, quando suo padre e la sua famiglia si ritirarono, mentre gli ex membri della famiglia Kikuchi passarono a Kumabe, che divenne la loro figura centrale. Si mise in seguito al servizio del clan Ryūzōji, sotto il quale fu sconfitto da Hideyoshi Toyotomi durante la di lui conquista di Kyūshū. Morì nel corso della rivolta che avvenne nella provincia di Higo.